# SCOTUSBlog
SCOTUSblog és un blog sobre la Cort Suprema dels Estats Units (Supreme Court of the United States, en anglès, sovint abreujat, "SCOTUS") escrit per advocats, professors i estudiants de dret. El blog, ara patrocinat per l'empresa Bloomberg LP, va néixer el 2002. Els posts de la pàgina es fan a temps real mentre el Tribunal anuncia el veredicte de cada cas i, de vegades, publica informació sobre afers de la Cort Suprema abans que qualsevol altra font de la institució. A més a més, al blog també s'hi fan simposis amb experts dels casos abans que el Tribunal s'hi pronunciï. SCOTUSblog manté un arxiu de les sessions d'informació i altres documents de cada cas que ha arribat al Jutjat.
El periodista veterà nord-americà Lyle Denniston, que ha cobert l'actualitat del Tribunal durant 55 anys, és el reporter a la Cort Suprema des que va començar a col·laborar amb la pàgina el 2004. Paradoxalment, la Cort Suprema no ha concedit a SCOTUSblog l'acreditació de premsa necessària per accedir al Jutjat i Denniston pot informar gràcies a una acreditació d'una ràdio de Boston, WBUR.

## La cobertura d'Obamacare
Durant la cobertura en directe de la sentència sobre la reforma sanitària i l’atenció mèdica assequible per a tots (coneguda com a Obamacare), la pàgina va rebre un milió de visites simultànies. El portaveu de la Casa Blanca Jay Carney va assegurar a la premsa que el president nord-americà Barack Obama sabria al mateix temps que la resta de la premsa el veredicte de la sentència sobre l’Obamacare i va dir "engegarem les televisions i les ràdios i els ordinadors, i mirarem SCOTUSblog".
L'advocat i cofundador del blog, Tom Goldstein, va assenyalar que els mitjans veuen SCOTUSblog com una amenaça a la seva feina des del dia de la cobertura d'Obamacare. Segons Goldstein, la sala de premsa de la Cort Suprema està "completament buida", excepte els dies de veredicte, "perquè tothom treballa des de les seves oficines utilitzant SCOTUSblog".

## Premis i reconeixements
El 2010, SCOTUSblog va guanyar el premi Silver Gavel Award , un guardó que dona lPlantilla:’American Bar Association a aquells que ajuden a millorar la comprensió del sistema jurídic dels Estats Units.
El 2013, SCOTUSblog es va convertir en el primer blog guanyador d'un Peabody Award, un premi que s’entrega a l'excel·lència a emissions de ràdio, televisió i Internet als Estats Units. El 2013, el blog també va guanyar el premi Society of Professional Journalists (Sigma Delta Chi)" per la cobertura de la resolució judicial de la Cort Suprema sobre la reforma sanitària Obamacare.'''
Technorati l'ha definit com un dels cent blogs més influents del món i l'ha situat entre els cinc primers llocs del top 100 dels blogs sobre política.